# Боргетто-Лодиджано
Боргетто-Лодиджано (итал. Borghetto Lodigiano) — коммуна в Италии, располагается в регионе Ломбардия, подчиняется административному центру Лоди.
Население составляет 3561 человек, плотность населения составляет 155 чел./км². Занимает площадь 23 км². Почтовый индекс — 26812. Телефонный код — 0371.
Имеется храм, освящённый в честь святого апостола Варфоломея.